# 龙湖镇 (潮州市)
龙湖镇，是中华人民共和国广东省潮州市潮安区下辖的一个乡镇级行政单位。

## 行政区划
龙湖镇下辖以下地区：
龙湖社区、市头村、市尾村、三英村、下阁村、阁一村、阁二村、塘东村、东升村、湖边村、后郭村、银湖村、鹳一村、鹳二村、鹳三村和鹳四村。

## 中国传统村落
2012年，龙湖古寨被评为首批“中国传统村落”。